# Hemidactylus tenkatei
Hemidactylus tenkatei es una especie de gecos de la familia Gekkonidae.

## Distribución geográfica
Es endémica de la isla de Roti y en Timor (Indonesia y Timor Oriental).